# Ludwig Ernst Marschall
Ludwig Ernst Marschall (* 18. November 1575 in Stuttgart; † 5. Juni 1652 in Schleusingen) war Erbmarschall in Thüringen, kurfürstlich- und fürstlich-sächsischer Oberaufseher und Rat in der gefürsteten Grafschaft Henneberg. Da er Mitbelehnter, jedoch kein Mitbesitzer des elterlichen Rittergutes Herrengosserstedt war, nannte er sich selbst auch Marschall von Herrengosserstedt.

## Leben
Ludwig Ernst Marschall stammt aus dem Adelsgeschlecht der Marschalle, das in der Landgrafschaft Thüringen die Erbmarschall-Würde besaß und damit von den Landgrafen und späteren Herzögen und Kurfürsten von Sachsen belehnt wurde. Erstmals lässt sich ein Marschall, benannt nach dem Amt, also Officium palatinum (= Hof- oder Dienstadel), im ausgehenden 12. Jahrhundert nachweisen. Der erste bekannte Vertreter des Geschlechts war Marschall Heinrich von Ebersberg, benannt nach der Burg Ebersberg im Harz. Die Würde des Amtes wurde allmählich zum alleinigen Familiennamen des Geschlechtes.
Ludwig Ernst Marschall ist der Sohn von Georg Rudolph Marschall auf Herrengosserstedt und Knau, Erbmarschall in Thüringen, kaiserlicher Kriegsrat und Obrist über ein deutsches Regiment zu Ross sowie kursächsischer Hauptmann der assekurierten Ämter Weida, Arnshaugk und Ziegenrück. Auf Aufwärter nahm er bereits in seiner früheren Jugend an den Kämpfen seines Vaters in Ungarn gegen die Türken teil. Der Kaiser Rudolf II. bezeichnete seinen Vater als erfahrenen, wackeren und treuen Mann, dessen Tod ihm leidtat.
Tauf- und Namenspaten von Ludwig Ernst Marschall waren Herzog Ludwig von Württemberg und der letzte gefürstete Graf von Henneberg, Georg Ernst. Er besuchte die Landschule in Zwickau und studierte anschließend Politik- und Rechtswissenschaften an den Universitäten Jena und Köln. Anschließend nahm er gemeinsam mit seinem Vater an den Türkenkriegen teil. Nach Kriegsende ging er an den Hof des Herzogs Friedrich Wilhelm I. von Sachsen, des damaligen sächsischen Administrators und Vormunds. Mit dessen Unterstützung feierte er am 13. Juli 1601 eine prächtige Hochzeit mit Veronica von Wurmb aus Heichelheim auf dem Schloss Hartenfels in Torgau. Nach der Heirat ging das junge Paar nach Guthmannshausen, wo Ludwig Ernst als Privatgelehrter tätig war. Die Brüder Wolf und Ludwig Ernst von Marschall verkauften 1603 das Rittergut Knau. Pfalzgraf Philipp Ludwig wurde im gleichen Jahr auf ihn aufmerksam und ernannte ihn zum Ratsritter und Pfleger zu Heydeck. Später beförderte man ihn zum Rat, Hofrichter, Rittmeister und Pfleger zu Burglengenfeld. Als nach dem Tod des Pfalzgrafen 1614 sein Nachfolger zum Katholizismus übertrat und die Jesuiten Ludwig Ernst Marschall heftig zusetzen, seine Konfession zu wechseln, schied er aus dem Dienst aus und zog mit seiner Familie an den Hof von Herzog Johann Philipp von Sachsen-Altenburg, wo er wiederum als Rat, Hofmarschall und Rittmeister tätig war.
Nach Ausbruch des Dreißigjährigen Krieges ernannte ihn Kurfürst Johann Georg I. von Sachsen 1623 zum Generalwachtmeister über 2000 Pferde. Im darauffolgenden Jahr erfolgte seine Beförderung zum Rat und Oberaufseher in der Grafschaft Henneberg. Er zog in das fränkische Schleusingen, wo er bis zu seinem Tode wirkte. Seine Beisetzung erfolgte am 17. August 1652 hinter dem Altar in der Gottesackerkirche in Schleusingen. Seine Leichenpredigt erschien in Druck.
Verheiratet war er mit Veronica geb. Wurmb aus dem Hause Heichelheim. Ihr Sohn war Johann Georg Marschall auf Eckertshausen, Bratendorf und Schwarzbach, der Anna Catharina geb. Hanstein heiratete.